# Cooper Freedman
 (octobre 2012).
Si vous disposez d'ouvrages ou d'articles de référence ou si vous connaissez des sites web de qualité traitant du thème abordé ici, merci de compléter l'article en donnant les références utiles à sa vérifiabilité et en les liant à la section « Notes et références ».
Cooper Freedman est un des personnages principaux de Private Practice, spin-off de Grey's Anatomy.

## Histoire du personnage
Cooper Freedman est un fils unique, adopté, qui a grandi à Akron dans l'Ohio. Il n'a jamais cherché ses parents biologiques, car il a le sentiment que ses parents adoptifs sont super. Pendant son adolescence, il a travaillé dans des camps d'été dans l'Indiana ; là, il a réalisé qu'il aimait les enfants et qu'il voulait devenir pédiatre. Il affirme vouloir être « normal » en ce qui concerne sa relation avec Charlotte King.

## Au sein du cabinet
Cooper est le pédiatre du cabinet médical d'Ocean Side. Il est le meilleur ami du Dr Violet Turner. Il l'a soutenue durant toute sa grossesse et surtout après que Lucas (son fils) lui soit enlevé dès la naissance par une de ses patientes psychopathe.
Il soutient tous ses collègues dans leurs choix tant que cela n'engendre pas de problèmes avec ses « petits patients ».
C'est un homme affectueux et dévoué envers ses patients.

## Vie privée
Il est toujours à la recherche de « nouvelles expériences » qu'il dégotte sur des sites de rencontre, ce qui lui joue parfois des tours. D'ailleurs, dans un des épisodes de la saison 2, une mère refuse que Cooper traite son fils, pensant que le pédiatre est un pervers, un obsédé sexuel et pédophile car elle a reconnu son profil sur un des sites de rencontres où il est inscrit.
Un jour, l'un de ses rencards se trouve être le Dr Charlotte King, avec qui il entretient une relation tumultueuse et riche. Ils connaissent, en effet, de nombreux problèmes, surtout d'ordres relationnels : Charlotte ne voulait tout d'abord qu'une aventure sexuelle. Mais il s’avère que leur relation finit par évoluer et ils se marient lors de la saison 4. Au début de la saison 5, Cooper apprend qu'il a un fils, et la mère du petit Mason, Erica, finit par lui avouer que si elle a voulu le retrouver et lui faire connaitre son fils, c'est parce qu'elle a un cancer et qu'elle va mourir sous peu. Mason vivra à partir du milieu de la saison 5 chez son père avec Charlotte qui a d'abord du mal à faire avec. Puis elle développe de vrais sentiments maternels pour Mason, et, peu avant de mourir, Erica demandera à Charlotte de prendre soin de son fils car maintenant « elle est sa mère ».
Au début de la saison 6, Cooper apprend que Charlotte est enceinte et qu'ils vont avoir des triplés (les Cooplettes) mais, enceinte de 12 semaines, Charlotte ne veut le révéler à personne. Elle finit par faire des compromis avec Cooper, comme le droit de parler à son ventre sans l'embrasser. Charlotte est toujours énervée d’être enceinte car elle ne veut pas avoir d'enfants autre que Mason.
Puis Pete meurt, et Violet demande à Cooper de prendre son fils Lucas si jamais il lui arrivait quelque chose. Cooper accepte mais Charlotte est plutôt réticente a l’idée d'avoir cinq enfants. Finalement, elle dit à Cooper qu'ils prendront Lucas si jamais il arrivait quelque chose à Violet.
Dans la saison 2, il soigne un petit garçon, nommé Evan, atteint du diabète, et qui se trouve avoir une infection due à sa pompe à insuline. Mais Evan part avec son père, parce qu'il disait que son beau-père le battait. Puis un an plus tard, la mère de l'enfant, après avoir engagé un détective privé, entame des poursuites judiciaires contre Cooper, accusé de complicité d'enlèvement. Finalement, il ne sera pas poursuivi, car Addison révèle à la justice le lieu où Evan et son père avaient pris rendez-vous avec Cooper.